# Zieria granulata
Zieria granulata är en vinruteväxtart som beskrevs av Charles Moore och George Bentham. Zieria granulata ingår i släktet Zieria och familjen vinruteväxter. Inga underarter finns listade i Catalogue of Life.